# Chaetopteryx vulture
Chaetopteryx vulture is een schietmot uit de familie Limnephilidae. De soort komt voor in het Palearctisch gebied.